# Bernhard I. (Jauer-Löwenberg)
Bernhard I. von Jauer und Löwenberg (auch Bernhard von Löwenberg, polnisch Bernard Zwinny, tschechisch Bernard Lemberský Hbitý (Agilis); * zwischen 1253 und 1257; † 25. Mai 1286) war 1278–1281 Herzog von Jauer und 1281–1286 Herzog von Löwenberg.

## Leben

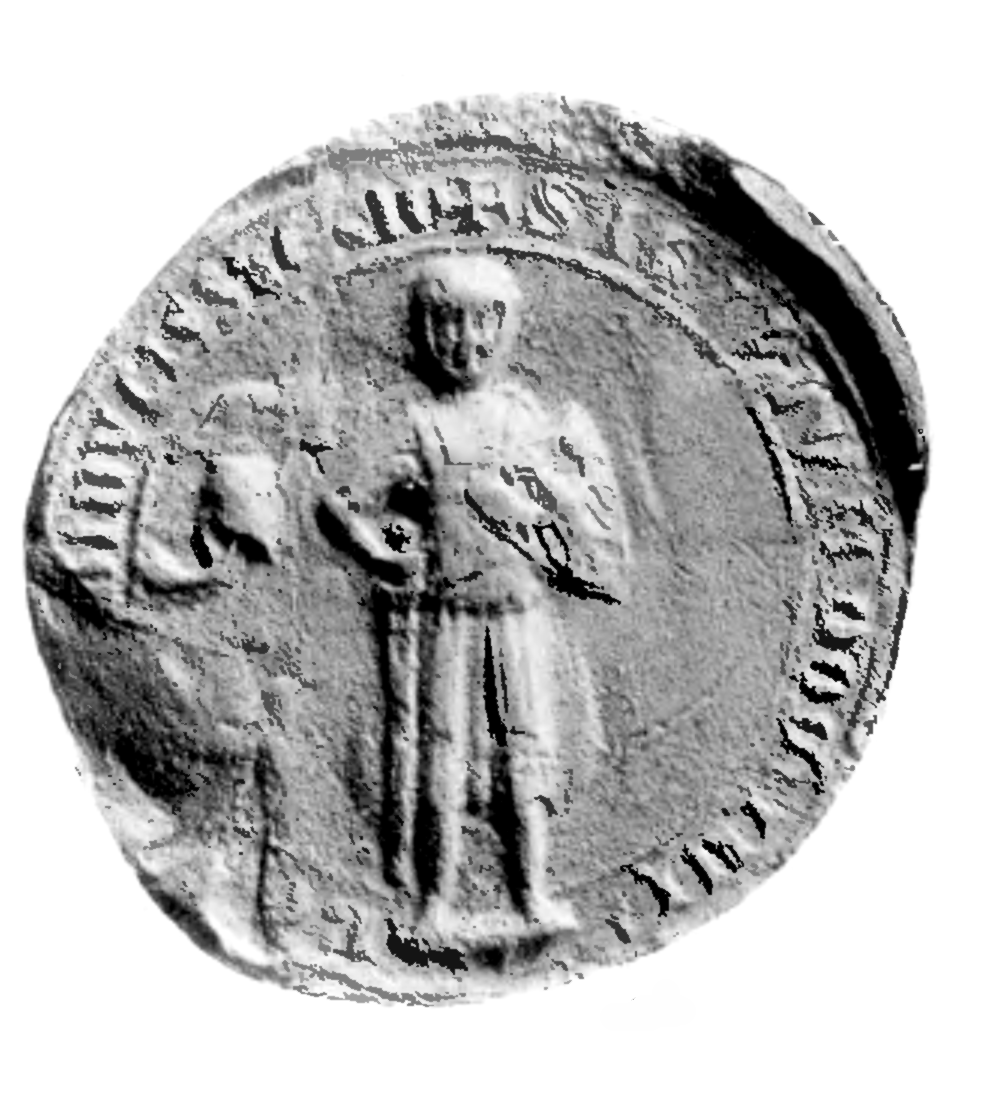
Siegel des Herzogs Bernhard

Bernhard entstammte dem Geschlecht der Schlesischen Piasten. Seine Eltern waren Herzog Boleslaw II. von Schlesien, ab 1248 von Liegnitz, und Hedwig († 1259), Tochter des Grafen Heinrich von Anhalt. 
Nach dem Tod des Vaters 1278 wurden dessen Besitzungen geteilt. Bernhard war der jüngste von drei Brüdern und erhielt zusammen mit dem zweitgeborenen Bolko zunächst das Herzogtum Jauer, das noch zu Lebzeiten des Vaters 1274/77 für den ältesten Bruder Heinrich V. ausgegliedert worden war und der nun das Herzogtum Liegnitz erhielt. 1281 gliederte Bolko I. für Bernhard das Gebiet von Löwenberg aus. Dort befand sich bereits eine Burg, die ihm als herzogliche Residenz diente. 
Bernhard unterstützte die Johanniter und förderte wie sein Bruder Bolko die Kolonisation vom Gebirgsrand ins Gebirge. 1281 stiftete er in Warmbrunn den Johannitern einen Platz mit 250 Hufen Wald, Wiesen und Ackerland und erließ ihnen für zwanzig Jahre die entsprechenden Abgaben. Im selben Jahr stellte er in Hirschberg eine Urkunde aus, mit der er den Johannitern von Striegau auf herzoglichem Boden einen Rodungsbezirks am Oberlauf des Zackens verlieh, der mit Deutschen besiedelt werden sollte.
Herzog Bernhard starb unverheiratet und ohne Nachkommen 1286. Sein Leichnam wurde in der Dominikanerkirche in Liegnitz beigesetzt. Das Herzogtum Löwenberg erbte sein Bruder Bolko, der es wieder mit dem Herzogtum Jauer verband. Trotzdem führte er das Prädikat Herzog von Löwenberg.